# 34181 Patnaik
2000 QT42 (asteroide 34181) é um asteroide da cintura principal. Possui uma excentricidade de 0.15616720 e uma inclinação de 1.53441º.
Este asteroide foi descoberto no dia 24 de agosto de 2000 por LINEAR em Socorro.